# Good-Bye My Love (Verzeih My Love)
Good-Bye My Love (Verzeih My Love) bzw. Goodbye My Love ist ein von Ralph Siegel, Bernd Meinunger und Richard Palmer-James geschriebener Schlager aus dem Jahr 1984, den die französische Sängerin Mireille Mathieu gemeinsam mit dem österreichischen Sänger Peter Alexander im Jahr 1984 veröffentlichte.

## Hintergrund und Veröffentlichung
Good-Bye My Love (Verzeih My Love) wurde von Ralph Siegel, Bernd Meinunger und Richard Palmer-James geschrieben. Gesungen wurde das Lied von Mireille Mathieu gemeinsam mit Peter Alexander. Die Single erschien 1984 bei Ariola, auf der B-Seite befand sich das Lied Nur Träume sterben nie.

## Text und Musik
Bei dem Lied handelt es sich um einen Schlager im 4/4-Takt. Begleitet wird der Gesang durch ein Orchester, von dem auch ein kurzes Intro gespielt wird.
Der Text behandelt den Abschied von zwei Liebenden nach einer kurzen Liebelei, da sie sich einig sind, dass eine Fortführung keine gute Idee ist. Die erste Hälfte bestehend aus den ersten drei Strophen beschreibt dabei die Annäherung der beiden, durch die „das Eis getaut“ ist. Dabei werden die ersten beiden Strophen von Peter Alexander allein gesungen, in der dritten Strophe wechseln sich Matthieu und Alexander zeilenweise ab und entwickeln so ein Zwiegespräch:

„Mein Herzschlag ging ein bisschen laut

Ich hab' es gehört

Dein Blick ging unter meine Haut

Wir waren ungestört

Die Wärme deiner Augen hat

Das Eis getaut“

Nach diesen ersten drei Strophen folgt der Refrain des Liedes, der aus zwei Strophen besteht und von beiden gemeinsam gesungen wird. Die beiden Teile dieser Passage werden jeweils mit dem Titel eingeleitet:

„Goodbye my love

Verzeih my love“

und dann leicht variiert:

„Goodbye my love

Vorbei my love“

Nach dieser Passage folgen drei weitere Strophen, die klarstellen, dass die Liebschaft keine Zukunft haben kann. Sie lassen dabei allerdings offen, welche Form der Wirklichkeit „keinen Raum für einen wunderschönen Traum“ lässt. Gesungen werden diesmal die ersten beiden Strophen von beiden gemeinsam und die dritte stellt erneut einen Dialog zwischen beiden dar:

„Die Hoffnung hat in dieser Nacht

Denk nicht mehr daran

Ein Feuer zwischen uns entfacht

Es fing so schön an

Doch morgens sind wir in der Wirklichkeit erwacht“

Zuletzt wird der zweite Teil des Refrains nochmals von beiden gemeinsam gesungen, der wie vorher mit dem französisch-englischen Abschiedsgruß „Au revoir my love, goodbye“ endet.

## Chartplatzierung
Good-Bye My Love (Verzeih My Love) stieg am 3. Dezember 1984 auf Platz 61 in die deutschen Singlecharts ein. Innerhalb der ersten vier Wochen stieg die Single bis zum 21. Dezember auf Platz 47, wo sie eine Woche blieb. Insgesamt verblieb sie acht Wochen in den Charts, zuletzt war sie in der Chartausgabe vom 21. Januar 1985 auf Platz 58 vertreten. In Österreich stieg die Single am 1. Januar 1985 in die Charts ein und blieb dort für eine Halbmonatsausgabe, in der Schweiz konnte sich das Lied dagegen nicht platzieren.
Peter Alexander hatte in seiner Karriere seit den 1950er Jahren zahlreiche Charthits, die sich in den deutschen Singlecharts platzieren konnten, mehr als 20 Titel erreichten dabei die Top 10. Mit Good-Bye My Love (Verzeih My Love) erreichte Peter Alexander erstmals nach 3 Jahren wieder die deutschen Charts, zuletzt gelang ihm dies mit dem Top-10-Hit Der Papa wird’s schon richten, zugleich war es der zweitletzte Charterfolg vor Auf die Liebe kommt es an im Jahr 1992. In Österreich erreichte er erstmals seit über 5 Jahren wieder die Singlecharts, hier platzierte er sich letztmals mit dem Top-10-Hit Und manchmal weinst du sicher ein paar Tränen im Jahr 1979. Mireille Mathieu verzeichnete seit den späten 1960er Jahren ebenfalls zahlreiche Charterfolge, darunter drei Top-10-Platzierungen in der deutschen Hitparade. Für sie war Good-Bye My Love (Verzeih My Love) der letzte Charterfolg ihrer Karriere. Auch die Komponisten und Texter Richard Palmer-James, Bernd Meinunger und Ralph Siegel konnten zahlreiche Charterfolge erzielen und gehörten zum Zeitpunkt des Erscheinens zu den kommerziell erfolgreichsten Komponisten Deutschlands.

## Coverversionen
Das Lied wurde vereinzelt gecovert. 2006 veröffentlichte Mireille Mathieu das Lied im Duett mit Florian Silbereisen auf ihrem Album Herzlichst, Mireille, eine weitere Version gab es von den Geschwistern Pfister auf dem Album Servus Peter - Oh lá lá Mireille!

## Belege
1. ↑  
Mireille Mathieu & Peter Alexander – Good-Bye My Love (Verzeih My Love) bei Discogs; abgerufen am 25. Mai 2022.
2. 1 2 3 4 5  Good-Bye My Love (Verzeih My Love), Songtext von Mireille Mathieu & Peter Alexander auf songtexte.com, abgerufen am 22. Mai 2022.
3. 1 2 3  Mireille Matthieu & Peter Alexander – Good-Bye My Love (Verzeih My Love) auf chartsurfer.de; abgerufen am 25. Mai 2022.
4. 1 2 3 4  
Mireille Mathieu & Peter Alexander – Good-Bye My Love (Verzeih My Love). In: offiziellecharts.de. Abgerufen am 25. Mai 2022.
5. 1 2 3  
Mireille Mathieu & Peter Alexander – Good-Bye My Love (Verzeih My Love). In: austriancharts.at. Abgerufen am 25. Mai 2022.
6. 1 2  Mireille Mathieu & Peter Alexander & Peter Alexander – Good-Bye My Love (Verzeih My Love) auf cover.info, abgerufen am 22. Mai 2022.